# Jürgen Wähling
Jürgen Wähling (ur. 6 grudnia 1940 w Hamburgu) – niemiecki piłkarz występujący na pozycji napastnika, a także trener.

## Kariera piłkarska
Wähling karierę rozpoczynał w amatorskim zespole Grün-Weiss Eimsbüttel. W 1960 roku przeniósł się stamtąd do szwajcarskiego klubu FC Luzern, grającego w Nationallidze A. Jego barwy reprezentował przez cztery sezony. W 1964 roku odszedł do niemieckiej Tasmanii 1900 Berlin, występującej w Regionallidze. W sezonie 1964/1965 awansował z nią do Bundesligi. Zadebiutował w niej 11 grudnia 1965 w przegranym 1:3 meczu z Borussią Neunkirchen. W sezonie 1965/1966 wraz z Tasmanią zajął ostatnie, 18. miejsce w Bundeslidze i spadł z nią do Regionalligi. W 1967 roku wrócił do Szwajcarii, gdzie został zawodnikiem klubu FC Langenthal. W 1970 roku zakończył tam karierę.
W Bundeslidze Wähling rozegrał 12 spotkań.

## Kariera trenerska
Wähling karierę rozpoczął w 1968 roku jako grający trener klubu FC Langenthal. Następnie był szkoleniowcem hamburskiego związku piłki nożnej Hamburger Fußball-Verband. Prowadził też rezerwy Werderu Brema, a w 1974 roku został trenerem duńskiego zespołu B 1909, grającego w drugiej lidze. W tym samym roku awansował z nim do pierwszej ligi, jednak w następnym spadł z powrotem do drugiej. W 1976 roku wraz z zespołem ponownie wywalczył awans do pierwszej ligi, jednak tym razem również spadł z niej po roku. W 1977 roku Wähling doprowadził B 1909 do finału Pucharu Danii, przegranego jednak przez jego klub z Vejle BK. W 1978 roku został uznany trenerem roku w Danii.
W 1979 roku Wähling objął stanowisko szkoleniowca mistrza Danii – Vejle BK. W 1981 roku zdobył z nim Puchar Danii. W tym samym roku odszedł z klubu. W Danii trenował jeszcze drużyny Esbjerg fB oraz Aarhus GF. W 1986 roku został trenerem niemieckiego Hannoveru 96, występującego w 2. Bundeslidze. W sezonie 1986/1987 awansował z nim do Bundesligi. Zadebiutował w niej 1 sierpnia 1987 w przegranym 0:1 meczu z Werderem Brema. W sezonie 1987/1988 wraz z klubem zajął 10. miejsce w Bundeslidze. Hannover prowadził do września 1988.
W kolejnych latach Wähling prowadził jeszcze TuS Hoisdorf (Oberliga), rezerwy FC St. Pauli, a także turecki Trabzonspor, który był jego ostatnim klubem w karierze.